# 彭綱
彭綱（1442年—？），字性仁，號雲田，江西臨江府清江縣人，明朝政治人物。進士出身。

## 生平
早年出身國子生，成化四年（1468年）举戊子科江西鄉試第一名。成化十一年（1475年），登進士。授兵部武選司主事。累升兵部武選司員外郎，因進言得罪。二十二年（1486年）二月貶贵州永寧知州，改汝州知州。在任有功，弘治七年（1494年）三月擢河南按察司僉事，十五年三月升雲南提學副使。正德三年（1508年）如例致仕。

## 著作
所著有《雲田集》。

## 家族
曾祖父彭啟元。祖父彭樂忠。父亲彭道英。